# Deathrow (groupe)
Deathrow est un groupe allemand de thrash metal originaire de Düsseldorf fondé en 1984 sous le nom de Samhain.

## Biographie
L'histoire de Deathrow commence en 1984 avec l'association par quatre jeunes de Düsseldorf s'étant rencontrés par petite annonce et alors âgés de 17 à 20 ans en vue de la formation d'un groupe de thrash metal. Leur première répétition ayant lieu le 31 octobre 1984, ils choisissent de nommer ce groupe Samhain. Le groupe sort deux démos studio et une démo live avant de signer sur Noise Records par l'entremise de Mille Petrozza, le leader de Kreator. Le label leur impose un changement de nom car l'ancien chanteur des Misfits Glenn Danzig utilise depuis 1983 le nom de Samhain pour un de ses groupes.
Leur premier album, initialement intitulé Satan's Gift et au visuel blasphématoire, sort finalement en 1986 sous le nom de Riders of Doom et avec une pochette modifiée pour ne pas subir de boycott sur le marché nord-américain. Cet album, promu par une tournée avec Possessed et Voivod, permet d'imposer le groupe au sein d'une scène thrash metal allemande en plein essor. L'année suivante sort Raging Steel, dont le groupe fera la promotion en ouvrant pour Tankard. le guitariste Thomas Priebe est alors remplacé par Uwe Osterlehnern. Le troisième album, Deception Ignored marque lui une orientation plus technique du style du groupe.
À la suite de problèmes avec leur label, le groupe fait une pause avant de revenir en 1992 avec Life Beyond, un album produit par  Andy Classen de Holy Moses et seulement distribué en Allemagne. Le groupe effectue une courte tournée avec Psychotic Waltz avant de se séparer à la suite d'un litige avec leur label West Virginia.

## Membres

### Anciens membres
- Milo Van Jaksic  - chant, basse (1984-1989, 1990-1994)
- Sven Flügge - guitare (1984-1989, 1990-1994)
- Markus Hahn - batterie (1984-1989, 1990-1994)
- Uwe Osterlehnern - guitare (1988-1989, 1990-1994)
- Thomas Priebe - guitare (1984-1987)

## Discographie

### Albums studio
- 1986 - Riders of Doom
- 1987 - Raging Steel
- 1989 - Deception Ignored
- 1992 - Life Beyond